# Kyuquot
Kyuquot (Ka:’yu:’k’t’h’), pleme Nootka Indijanaca s otoka Vancouver u Britansko Kolumbiji, Kanada, koje je živjelo na Kyuquot Soundu u selima Kukamukamees i Aktese. Kyuquot su se kasnije ujedinili s Indijancima Checlesaht (Checleset, Chaicclesaht, Che:k:tles7et'h') u plemensku naciju službeno nazvanu Ka:'yu:'k't'h'/Che:k:tles7et'h' First Nations ili Kyuquot/Cheklesahht First Nation. 
U ranija vremena oko 2.000. Ribari. 305 (1902); 281 (1904)

## Vanjske poveznice
- Ka:'yu:'k't'h'/Che:k:tles7et'h'  Arhivirana inačica izvorne stranice od 2. siječnja 2012. (Wayback Machine)